# Aprilie 1987
Acest articol este generat integral pe baza informațiilor din articolul 1987 și este actualizat periodic de un robot.
 Editările făcute în articol vor fi șterse la următoarea actualizare! Dacă doriți să faceți modificări, editați articolul-sursă.

ianuarie -
februarie -
martie -
aprilie -
mai -
iunie -
iulie -
august -
septembrie -
octombrie -
noiembrie -
decembrie
Aprilie 1987 a fost a patra lună a anului și a început într-o zi de miercuri.

## Nașteri
- 1 aprilie: Ding Junhui, jucător chinez de snooker
- 1 aprilie: Milen Lahcev, fotbalist bulgar
- 1 aprilie: José Ortigoza, fotbalist paraguayan
- 2 aprilie: Molly Smitten-Downes, muziciană britanică
- 3 aprilie: Alexandru Tudose, fotbalist român
- 4 aprilie: Sarah Gadon, actriță canadiană
- 4 aprilie: Sami Khedira, fotbalist german
- 4 aprilie: McDonald Mariga Wanyama, fotbalist kenyan
- 4 aprilie: Júnior Moraes (Aluísio Chaves Ribeiro Moraes Júnior), fotbalist brazilian (atacant)
- 6 aprilie: Javier Velayos Rodriguez, fotbalist spaniol
- 7 aprilie: Martín Cáceres (José Martín Cáceres Silva), fotbalist uruguayan
- 8 aprilie: Royston Ricky Drenthe, fotbalist neerlandez
- 9 aprilie: Blaise Matuidi, fotbalist francez
- 9 aprilie: Jesse McCartney, actor american
- 10 aprilie: Florin Dorin Acsinte, fotbalist român
- 10 aprilie: Bogdan-Alin Stoica, politician român
- 11 aprilie: Joss Stone, cântăreață, compozitoare și actriță engleză
- 12 aprilie: Luiz Adriano, fotbalist brazilian (atacant)
- 13 aprilie: Cristian Dorel Scutaru, fotbalist român
- 13 aprilie: Brandon Hardesty, actor american
- 14 aprilie: Erwin Hoffer, fotbalist austriac (atacant)
- 14 aprilie: Ida Odén, handbalistă suedeză
- 15 aprilie: Iyaz (Keidran Jones), cântăreț american
- 16 aprilie: Aaron Justin Lennon, fotbalist englez
- 17 aprilie: Mehdi Benatia (Mehdi Amine El Mouttaqi Benatia), fotbalist marocan
- 19 aprilie: Joe Hart (Charles Joseph John Hart), fotbalist englez (portar)
- 19 aprilie: Maria Șarapova, jucătoare rusă de tenis
- 21 aprilie: Anastasia Prîhodko, cântăreață ucraineană
- 21 aprilie: Andrei Rădoi, jucător român de rugby în XV
- 21 aprilie: Iulia Verdeș, actriță română
- 22 aprilie: Roberto Carvalho Cauê, fotbalist brazilian
- 22 aprilie: Artiom Gaiduchevici, fotbalist din R. Moldova (portar)
- 22 aprilie: David Luiz (David Luiz Moreira Marinho), fotbalist brazilian
- 22 aprilie: Mikel John Obi (John Michael Nchekwube Obinna), fotbalist nigerian
- 22 aprilie: Mikel John Obi, fotbalist nigerian
- 23 aprilie: Georgiana Ciuciulete, handbalistă română
- 24 aprilie: Andrei Neagoe, fotbalist român
- 24 aprilie: Serdar Tașçı, fotbalist german
- 24 aprilie: Jan Vertonghen (Jan Bert Lieve Vertonghen), fotbalist belgian
- 24 aprilie: Serdar Tașçı, fotbalist german
- 24 aprilie: Serdar Tașçı, fotbalist german
- 27 aprilie: Juanan (Juan Antonio González Fernández), fotbalist spaniol
- 27 aprilie: Alexandra Lacrabère, handbalistă franceză
- 27 aprilie: William Moseley, actor britanic
- 28 aprilie: Zoran Tošić, fotbalist sârb
- 29 aprilie: Sara Errani, jucătoare italiană de tenis

## Decese
- 7 aprilie: Terry Carr, 50 ani, scriitor american (n. 1937)
- 11 aprilie: Ion Făgărășanu, 87 ani, medic român (n. 1900)
- 13 aprilie: Simha Flapan, 76 ani, politician israelian (n. 1911)